# Зириклинский сельсовет (Бижбулякский район)
Зириклинский сельсовет — муниципальное образование в Бижбулякском районе Башкортостана.

## История
Согласно «Закону о границах, статусе и административных центрах муниципальных образований в Республике Башкортостан» имеет статус сельского поселения.

## Население
| 2002  | 2009  | 2010  | 2012  | 2013  | 2014  | 2015  |
| ----- | ----- | ----- | ----- | ----- | ----- | ----- |
| 1345  | ↘1342 | ↘1224 | ↘1205 | ↘1160 | ↘1135 | ↘1086 |
| 2016  | 2017  |       |       |       |       |       |
| ↘1077 | ↘1038 |       |       |       |       |       |

## Состав сельского поселения
| № | Населённый пункт | Тип населённого пункта       | Население |
| - | ---------------- | ---------------------------- | --------- |
| 1 | Зириклы          | село, административный центр | ↘506      |
| 2 | Малый Седяк      | село                         | ↘505      |
| 3 | Лысогорка        | деревня                      | ↘158      |
| 4 | Такмаккаран      | деревня                      | ↘47       |
| 5 | Новая Самарка    | деревня                      | ↘6        |
| 6 | Красная Горка    | деревня                      | ↘2        |
| 7 | Мишаровка        | деревня                      | →0        |